# Classifica di presenze nella Fußball-Bundesliga
Di seguito è riportata la classifica dei giocatori con più presenze nei campionati di Bundesliga (dal 1963 ad oggi).

## Classifica generale
Sono indicati in grassetto i giocatori ancora in attività nel massimo campionato.

La tabella è aggiornata al 13 aprile 2025
| Grassetto | Giocatori ancora in attività |

| Pos. | Naz.                            | Nome                   | Pres. | Prima | Ultima | Presenze per squadra                                                                                    |  |
| ---- | ------------------------------- | ---------------------- | ----- | ----- | ------ | --- |  |
| 1    | Germania (bandiera)             | Karl-Heinz Körbel      | 602   | 1972  | 1991   | 602 Eintracht Francoforte                                                                               |  |
| 2    | Germania (bandiera)             | Manfred Kaltz          | 581   | 1971  | 1991   | 581 Amburgo                                                                                             |  |
| 3    | Germania (bandiera)             | Oliver Kahn            | 557   | 1987  | 2008   | 128 Karlsruhe, 429 Bayern Monaco                                                                        |  |
| 4    | Germania (bandiera)             | Klaus Fichtel          | 552   | 1965  | 1988   | 477 Schalke 04, 75 Werder Brema                                                                         |  |
| 5    | Germania (bandiera)             | Miroslav Votava        | 546   | 1976  | 1997   | 189 Borussia Dortmund, 357 Werder Brema                                                                 |  |
| 6    | Germania (bandiera)             | Klaus Fischer          | 535   | 1968  | 1988   | 60 Monaco 1860, 295 Schalke 04, 96 Colonia, 84 Bochum                                                   |  |
| 7    | Germania (bandiera)             | Eike Immel             | 534   | 1978  | 1995   | 247 Borussia Dortmund, 287 Stoccarda                                                                    |  |
| 8    | Germania (bandiera)             | Manuel Neuer           | 521   | 2006  | -      | 156 Schalke 04, 365 Bayern Monaco                                                                       |  |
| 9    | Germania (bandiera)             | Willi Neuberger        | 520   | 1966  | 1983   | 148 Borussia Dortmund, 63 Werder Brema, 42 Wuppertal, 267 Eintracht Francoforte                         |  |
| 10   | Germania (bandiera)             | Michael Lameck         | 518   | 1972  | 1988   | 518 Bochum                                                                                              |  |
| 11   | Germania (bandiera)             | Uli Stein              | 512   | 1978  | 1997   | 60 Arminia Bielefeld, 228 Amburgo, 224 Eintracht Francoforte                                            |  |
| 12   | Germania (bandiera)             | Stefan Reuter          | 502   | 1985  | 2004   | 100 Norimberga, 95 Bayern Monaco, 307 Borussia Dortmund                                                 |  |
| 13   | Germania (bandiera)             | Thomas Müller          | 498   | 2008  | -      | 498 Bayern Monaco                                                                                       |  |
| 14   | Germania (bandiera)             | Bernard Dietz          | 495   | 1970  | 1987   | 394 Duisburg, 101 Schalke 04                                                                            |  |
| 15   | Germania (bandiera)             | Ditmar Jakobs          | 493   | 1971  | 1990   | 39 RW Oberhausen, 63 TeBe Berlino, 68 Duisburg, 323 Amburgo                                             |  |
| 16   | Perù (bandiera)                 | Claudio Pizarro        | 490   | 1999  | 2020   | 250 Werder Brema, 224 Bayern Monaco, 16 Colonia                                                         |  |
| 17   | Germania (bandiera)             | Reiner Geye            | 485   | 1971  | 1986   | 195 Fortuna Düsseldorf, 290 Kaiserslautern                                                              |  |
| 17   | Germania (bandiera)             | Oliver Baumann         | 485   | 2010  | -      | 354 Hoffenheim, 131 Friburgo                                                                            |  |
| 19   | Germania (bandiera)             | Dieter Burdenski       | 478   | 1969  | 1988   | 3 Schalke 04, 31 Arminia Bielefeld, 444 Werder Brema                                                    |  |
| 20   | Germania (bandiera)             | Sepp Maier             | 473   | 1965  | 1979   | 473 Bayern Monaco                                                                                       |  |
| 21   | Germania (bandiera)             | Oliver Reck            | 471   | 1983  | 2004   | 14 Kickers Offenbach, 345 Werder Brema, 112 Schalke 04                                                  |  |
| 22   | Germania (bandiera)             | Christian Wörns        | 469   | 1989  | 2008   | 18 Waldhof Mannheim, 211 Bayer Leverkusen, 240 Borussia Dortmund                                        |  |
| 23   | Germania (bandiera)             | Lothar Matthäus        | 464   | 1979  | 2000   | 162 Borussia M'gladbach, 302 Bayern Monaco                                                              |  |
| 23   | Germania (bandiera)             | Harald Schumacher      | 464   | 1973  | 1996   | 422 Colonia, 33 Schalke 04, 8 Bayern Monaco, 1 Borussia Dortmund                                        |  |
| 25   | Germania (bandiera)             | Michael Zorc           | 463   | 1981  | 1998   | 463 Borussia Dortmund                                                                                   |  |
| 26   | Germania (bandiera)             | Franz-Josef Tenhagen   | 457   | 1971  | 1988   | 306 Bochum, 87 Borussia Dortmund, 64 RW Oberhausen                                                      |  |
| 27   | Germania (bandiera)             | Norbert Nigbur         | 456   | 1966  | 1982   | 355 Schalke 04, 101 Hertha Berlino                                                                      |  |
| 28   | Germania (bandiera)             | Rolf Rüssmann          | 453   | 1969  | 1985   | 304 Schalke 04, 149 Borussia Dortmund                                                                   |  |
| 28   | Germania (bandiera)             | Richard Golz           | 453   | 1987  | 2005   | 273 Amburgo, 180 Friburgo                                                                               |  |
| 30   | Germania (bandiera)             | Stefan Kuntz           | 449   | 1983  | 1999   | 170 Kaiserslautern, 120 Bochum, 94 Uerdingen 05, 65 Arminia Bielefeld                                   |  |
| 31   | Germania (bandiera)             | Manfred Burgsmüller    | 447   | 1969  | 1990   | 224 Borussia Dortmund, 115 Werder Brema, 74 Rot-Weiss Essen, 34 Norimberga                              |  |
| 32   | Germania (bandiera)             | Olaf Thon              | 443   | 1984  | 2002   | 295 Schalke 04, 148 Bayern Monaco                                                                       |  |
| 33   | Germania (bandiera)             | Mats Hummels           | 442   | 2007  | 2024   | 75 Bayern Monaco, 367 Borussia Dortmund                                                                 |  |
| 34   | Germania (bandiera)             | Jürgen Grabowski       | 441   | 1965  | 1980   | 441 Eintracht Francoforte                                                                               |  |
| 34   | Germania (bandiera)             | Johannes Riedl         | 441   | 1968  | 1984   | 215 Kaiserslautern, 120 Duisburg, 52 Hertha Berlino, 45 Arminia Bielefeld, 9 Kickers Offenbach          |  |
| 36   | Germania (bandiera)             | Gerd Zewe              | 440   | 1972  | 1987   | 440 Fortuna Düsseldorf                                                                                  |  |
| 37   | Germania (bandiera)             | Michael Frontzeck      | 436   | 1983  | 1999   | 213 Borussia M'gladbach, 163 Stoccarda, 32 Friburgo, 28 Bochum                                          |  |
| 38   | Germania (bandiera)             | Wolfgang Kleff         | 433   | 1968  | 1986   | 321 Borussia M'gladbach, 59 Fortuna Düsseldorf, 33 Hertha Berlino, 20 Bochum                            |  |
| 39   | Germania (bandiera)             | Christian Gentner      | 430   | 2005  | 2021   | 278 Stoccarda, 99 Wolfsburg, 53 Union Berlino                                                           |  |
| 40   | Germania (bandiera)             | Andreas Möller         | 429   | 1986  | 2004   | 228 Borussia Dortmund, 115 Eintracht Francoforte, 86 Schalke 04                                         |  |
| 41   | Germania (bandiera)             | Gerd Müller            | 427   | 1965  | 1979   | 427 Bayern Monaco                                                                                       |  |
| 42   | Germania (bandiera)             | Bernd Nickel           | 426   | 1968  | 1983   | 426 Eintracht Francoforte                                                                               |  |
| 42   | Germania (bandiera)             | Frank Rost             | 426   | 1995  | 2011   | 149 Amburgo, 147 Werder Brema, 130 Schalke 04                                                           |  |
| 44   | Germania (bandiera)             | Franz Beckenbauer      | 424   | 1965  | 1982   | 396 Bayern Monaco, 28 Amburgo                                                                           |  |
| 44   | Germania (bandiera)             | Klaus Allofs           | 424   | 1975  | 1993   | 177 Colonia, 169 Fortuna Düsseldorf, 78 Werder Brema                                                    |  |
| 46   | Germania (bandiera)             | Sigfried Held          | 422   | 1965  | 1981   | 230 Borussia Dortmund, 133 Kickers Offenbach, 59 Uerdingen 05                                           |  |
| 47   | Germania (bandiera)             | Gonzalo Castro         | 421   | 2005  | 2021   | 286 Bayer Leverkusen, 72 Borussia Dortmund, 51 Stoccarda, 12 Arminia Bielefeld                          |  |
| 48   | Germania (bandiera)             | Horst-Dieter Höttges   | 420   | 1964  | 1978   | 420 Werder Brema                                                                                        |  |
| 48   | Germania (bandiera)             | Bernd Hölzenbein       | 420   | 1967  | 1981   | 420 Eintracht Francoforte                                                                               |  |
| 48   | Germania (bandiera)             | Lothar Woelk           | 420   | 1977  | 1992   | 385 Bochum, 35 Duisburg                                                                                 |  |
| 51   | Germania (bandiera)             | Heinz Simmet           | 419   | 1964  | 1978   | 357 Colonia, 33 Rot-Weiss Essen, 29 Borussia Neunkirchen                                                |  |
| 51   | Germania (bandiera)             | Berti Vogts            | 419   | 1965  | 1979   | 419 Borussia M'gladbach                                                                                 |  |
| 51   | Germania (bandiera)             | Franz Merkhoffer       | 419   | 1968  | 1983   | 419 Eintracht Braunschweig                                                                              |  |
| 54   | Germania (bandiera)             | Manfred Burgsmüller    | 417   | 1976  | 1996   | 264 Fortuna Düsseldorf, 83 Uerdingen 05, 70 Eintracht Francoforte                                       |  |
| 55   | Germania (bandiera)             | Georg Schwarzenbeck    | 416   | 1966  | 1979   | 416 Bayern Monaco                                                                                       |  |
| 55   | Germania (bandiera)             | Holger Fach            | 416   | 1981  | 1997   | 171 Fortuna Düsseldorf, 102 Borussia M'gladbach, 101 Uerdingen 05, 32 Bayer Leverkusen, 10 Monaco 1860  |  |
| 57   | Germania (bandiera)             | Johannes Riedl         | 412   | 1970  | 1985   | 192 Bochum, 149 Duisburg, 71 Bayer Leverkusen                                                           |  |
| 58   | Germania (bandiera)             | Georg Volkert          | 410   | 1965  | 1981   | 214 Amburgo, 136 Norimberga, 60 Stoccarda                                                               |  |
| 58   | Germania (bandiera)             | Michael Frontzeck      | 410   | 1986  | 2003   | 142 Uerdingen 05, 103 Borussia M'gladbach, 97 Bayern Monaco, 68 Kaiserslautern                          |  |
| 60   | Germania (bandiera)             | Wolfgang Kleff         | 409   | 1963  | 1977   | 409 Colonia                                                                                             |  |
| 61   | Germania (bandiera)             | Rudi Kargus            | 408   | 1971  | 1987   | 254 Amburgo, 119 Norimberga, 20 Fortuna Düsseldorf, 15 Karlsruhe                                        |  |
| 62   | Germania (bandiera)             | Pierre Littbarski      | 406   | 1978  | 1993   | 406 Colonia                                                                                             |  |
| 63   | Germania (bandiera)             | Michael Bella          | 405   | 1965  | 1978   | 405 Duisburg                                                                                            |  |
| 63   | Germania (bandiera)             | Karl-Heinz Geils       | 405   | 1974  | 1989   | 132 Werder Brema, 131 Arminia Bielefeld, 81 Colonia, 61 Hannover 96                                     |  |
| 65   | Germania (bandiera)             | Klaus Augenthaler      | 404   | 1977  | 1991   | 404 Bayern Monaco                                                                                       |  |
| 66   | Germania (bandiera)             | Winfried Schäfer       | 403   | 1969  | 1985   | 210 Borussia M'gladbach, 125 Kickers Offenbach, 68 Karlsruhe                                            |  |
| 66   | Germania (bandiera)             | Stefan Kießling        | 403   | 2003  | 2018   | 344 Bayer Leverkusen, 59 Norimberga                                                                     |  |
| 68   | Germania (bandiera)             | Torsten Frings         | 402   | 1997  | 2011   | 326 Werder Brema, 47 Borussia Dortmund, 29 Bayern Monaco                                                |  |
| 69   | Germania (bandiera)             | Rüdiger Vollborn       | 401   | 1983  | 1999   | 401 Bayer Leverkusen                                                                                    |  |
| 69   | Germania (bandiera)             | Martin Kree            | 401   | 1984  | 1998   | 164 Bochum, 156 Bayer Leverkusen, 81 Borussia Dortmund                                                  |  |
| 71   | Germania (bandiera)             | Klaus Zaczyk           | 400   | 1963  | 1978   | 262 Amburgo, 104 Karlsruhe, 34 Norimberga                                                               |  |
| 71   | Germania (bandiera)             | Thomas Häßler          | 400   | 1984  | 2003   | 149 Colonia, 118 Karlsruhe, 115 Monaco 1860, 18 Borussia Dortmund                                       |  |
| 73   | Germania (bandiera)             | Gerhard Heinze         | 398   | 1968  | 1982   | 205 Duisburg, 193 Stoccarda                                                                             |  |
| 73   | Germania (bandiera)             | Jürgen Kohler          | 398   | 1984  | 2002   | 191 Borussia Dortmund, 95 Waldhof Mannheim, 57 Colonia, 55 Bayern Monaco                                |  |
| 75   | Germania (bandiera)             | Martin Max             | 396   | 1989  | 2004   | 142 Borussia M'gladbach, 112 Monaco 1860, 109 Schalke 04, 33 Hansa Rostock                              |  |
| 76   | Germania (bandiera)             | Jens Lehmann           | 394   | 1991  | 2010   | 200 Schalke 04, 129 Borussia Dortmund, 65 Stoccarda                                                     |  |
| 77   | Germania (bandiera)             | Mehmet Scholl          | 392   | 1990  | 2007   | 334 Bayern Monaco, 58 Karlsruhe                                                                         |  |
| 78   | Germania (bandiera)             | Werner Görts           | 391   | 1965  | 1978   | 363 Werder Brema, 28 Borussia Neunkirchen                                                               |  |
| 78   | Germania (bandiera)             | Thomas Kempe           | 391   | 1979  | 1993   | 234 Bochum, 88 Duisburg, 69 Stoccarda                                                                   |  |
| 78   | Germania (bandiera)             | Marco Reus             | 391   | 2009  | 2024   | 294 Borussia Dortmund, 97 Borussia M'gladbach                                                           |  |
| 81   | Germania (bandiera)             | Uwe Kamps              | 390   | 1983  | 2004   | 390 Borussia M'gladbach                                                                                 |  |
| 81   | Germania (bandiera)             | Thomas Helmer          | 390   | 1985  | 1999   | 191 Bayern Monaco, 190 Borussia Dortmund, 5 Hertha Berlino, 4 Arminia Bielefeld                         |  |
| 81   | Germania (bandiera)             | Dieter Eilts           | 390   | 1986  | 2001   | 390 Werder Brema                                                                                        |  |
| 84   | Germania (bandiera)             | Uli Borowka            | 388   | 1982  | 1995   | 239 Werder Brema, 149 Borussia M'gladbach                                                               |  |
| 85   | Germania (bandiera)             | Frank Mill             | 387   | 1976  | 1996   | 187 Borussia Dortmund, 153 Borussia M'gladbach, 28 Fortuna Düsseldorf, 19 Rot-Weiss Essen               |  |
| 85   | Germania (bandiera)             | Walter Oswald          | 387   | 1977  | 1991   | 353 Bochum, 34 St. Pauli                                                                                |  |
| 85   | Germania (bandiera)             | Hans-Jörg Butt         | 387   | 1997  | 2002   | 191 Bayer Leverkusen, 133 Amburgo, 63 Bayern Monaco                                                     |  |
| 88   | Germania (bandiera)             | Ralf Falkenmayer       | 385   | 1981  | 1996   | 337 Eintracht Francoforte, 48 Bayer Leverkusen                                                          |  |
| 88   | Germania (bandiera)             | Philipp Lahm           | 385   | 2003  | 2017   | 332 Bayern Monaco, 53 Stoccarda                                                                         |  |
| 90   | Polonia (bandiera)              | Robert Lewandowski     | 384   | 2010  | 2022   | 253 Bayern Monaco, 131 Borussia Dortmund                                                                |  |
| 90   | Giappone (bandiera)             | Makoto Hasebe          | 384   | 2008  | 2024   | 235 Eintracht Francoforte, 135 Wolfsburg, 14 Norimberga                                                 |  |
| 92   | Germania (bandiera)             | Thomas Helmer          | 381   | 1964  | 1977   | 381 Colonia                                                                                             |  |
| 93   | Germania (bandiera)             | Ronald Worm            | 380   | 1972  | 1985   | 231 Duisburg, 149 Eintracht Braunschweig                                                                |  |
| 94   | Germania (bandiera)             | Michael Sziedat        | 379   | 1971  | 1984   | 280 Hertha Berlino, 99 Eintracht Francoforte                                                            |  |
| 94   | Germania (bandiera)             | Martin Schneider       | 379   | 1987  | 2000   | 266 Borussia M'gladbach, 90 Norimberga, 23 Duisburg                                                     |  |
| 94   | Germania (bandiera)             | Marco Bode             | 379   | 1989  | 2002   | 379 Werder Brema                                                                                        |  |
| 97   | Germania (bandiera)             | Thomas Allofs          | 378   | 1978  | 1992   | 182 Fortuna Düsseldorf, 126 Kaiserslautern, 70 Colonia                                                  |  |
| 97   | Germania (bandiera)             | Thomas Helmer          | 378   | 1980  | 1997   | 368 Amburgo, 10 Arminia Bielefeld                                                                       |  |
| 99   | Germania (bandiera)             | Lars Stindl            | 376   | 2008  | 2024   | 222 Borussia M'gladbach, 131 Hannover 96, 23 Karlsruhe                                                  |  |
| 100  | Germania (bandiera)             | Bernd Dürnberger       | 375   | 1972  | 1985   | 375 Bayern Monaco                                                                                       |  |
| 101  | Germania (bandiera)             | Werner Melzer          | 374   | 1974  | 1986   | 374 Kaiserslautern                                                                                      |  |
| 102  | Germania (bandiera)             | Günther Schäfer        | 373   | 1980  | 1998   | 331 Stoccarda, 42 Arminia Bielefeld                                                                     |  |
| 103  | Germania (bandiera)             | Daniel Caligiuri       | 372   | 2009  | 2022   | 108 Schalke 04, 97 Wolfsburg, 93 Friburgo, 74 Augusta                                                   |  |
| 104  | Germania (bandiera)             | Stefan Effenberg       | 370   | 1987  | 2003   | 191 Borussia M'gladbach, 160 Bayern Monaco, 19 Wolfsburg                                                |  |
| 104  | Germania (bandiera)             | Michael Büskens        | 370   | 1989  | 2002   | 257 Schalke 04, 101 Fortuna Düsseldorf, 12 Duisburg                                                     |  |
| 106  | Germania (bandiera)             | Jupp Heynckes          | 369   | 1965  | 1978   | 283 Borussia M'gladbach, 86 Hannover 96                                                                 |  |
| 107  | Germania (bandiera)             | Thorsten Fink          | 367   | 1990  | 2003   | 150 Bayern Monaco, 125 Wattenscheid 09, 92 Karlsruhe                                                    |  |
| 108  | Germania (bandiera)             | Herbert Wimmer         | 366   | 1966  | 1978   | 366 Borussia M'gladbach                                                                                 |  |
| 108  | Germania (bandiera)             | Hans-Günter Bruns      | 366   | 1975  | 1990   | 331 Borussia M'gladbach, 20 Schalke 04, 15 Fortuna Düsseldorf                                           |  |
| 110  | Germania (bandiera)             | Jürgen Hartmann        | 363   | 1985  | 1997   | 189 Amburgo, 174 Stoccarda                                                                              |  |
| 110  | Germania (bandiera)             | Michael Tarnat         | 363   | 1991  | 2009   | 122 Bayern Monaco, 102 Hannover 96, 81 Karlsruhe, 58 Duisburg                                           |  |
| 112  | Germania (bandiera)             | Karl-Heinz Kamp        | 361   | 1970  | 1984   | 361 Werder Brema                                                                                        |  |
| 112  | Germania (bandiera)             | Wolfgang Seel          | 361   | 1971  | 1986   | 274 Fortuna Düsseldorf, 65 Kaiserslautern, 22 Saarbrücken                                               |  |
| 114  | Germania (bandiera)             | Horst Heldt            | 359   | 1990  | 2005   | 130 Colonia, 111 Monaco 1860, 64 Eintracht Francoforte, 54 Stoccarda                                    |  |
| 115  | Germania (bandiera)             | Karl-Heinz Handschuh   | 358   | 1966  | 1980   | 185 Stoccarda, 173 Eintracht Braunschweig                                                               |  |
| 115  | Germania (bandiera)             | Jörg Neun              | 358   | 1985  | 1999   | 257 Borussia M'gladbach, 48 Waldhof Mannheim, 47 Duisburg, 6 Norimberga,                                |  |
| 115  | Germania (bandiera)             | Christian Schulz       | 358   | 2003  | 2016   | 255 Hannover 96, 103 Werder Brema                                                                       |  |
| 115  | Brasile (bandiera)              | Naldo                  | 358   | 2005  | 2018   | 173 Werder Brema, 125 Wolfsburg, 60 Schalke 04                                                          |  |
| 115  | Germania (bandiera)             | Sebastian Rudy         | 358   | 2008  | 2023   | 295 Hoffenheim, 25 Bayern Monaco, 23 Schalke 04, 15 Stoccarda                                           |  |
| 120  | Germania (bandiera)             | Wolfgang Weber         | 356   | 1963  | 1977   | 356 Colonia                                                                                             |  |
| 120  | Germania (bandiera)             | Wolfgang Rolff         | 356   | 1982  | 1995   | 129 Amburgo, 99 Bayer Leverkusen, 94 Karlsruhe, 20 Uerdingen 05, 14 Colonia                             |  |
| 122  | Germania (bandiera)             | Roman Weidenfeller     | 355   | 2000  | 2018   | 349 Borussia Dortmund, 6 Kaiserslautern                                                                 |  |
| 123  | Germania (bandiera)             | Harald Konopka         | 352   | 1971  | 1984   | 335 Colonia, 17 Borussia Dortmund                                                                       |  |
| 124  | Germania (bandiera)             | Reiner Hollmann        | 351   | 1970  | 1984   | 259 Eintracht Braunschweig, 92 RW Oberhausen                                                            |  |
| 124  | Germania (bandiera)             | Jürgen Groh            | 351   | 1976  | 1989   | 197 Kaiserslautern, 154 Amburgo                                                                         |  |
| 124  | Germania (bandiera)             | Markus Schupp          | 351   | 1985  | 1997   | 177 Kaiserslautern, 91 Bayern Monaco, 37 Wattenscheid 09, 30 Eintracht Francoforte, 16 Amburgo          |  |
| 124  | Georgia (bandiera)              | Levan Kobiashvili      | 351   | 1998  | 2014   | 168 Schalke 04, 121 Friburgo, 62 Hertha Berlino                                                         |  |
| 124  | Turchia (bandiera)              | Halil Altıntop         | 351   | 2003  | 2017   | 115 Augusta, 96 Schalke 04, 91 Kaiserslautern, 49 Eintracht Francoforte                                 |  |
| 124  | Germania (bandiera)             | Patrick Herrmann       | 351   | 2010  | 2024   | 351 Borussia M'gladbach                                                                                 |  |
| 130  | Germania (bandiera)             | Ulf Kirsten            | 350   | 1990  | 2003   | 350 Bayer Leverkusen                                                                                    |  |
| 131  | Germania (bandiera)             | Paul Steiner           | 349   | 1979  | 1990   | 291 Colonia, 58 Duisburg                                                                                |  |
| 131  | Germania (bandiera)             | Manfred Binz           | 349   | 1985  | 1998   | 336 Eintracht Francoforte, 13 Borussia Dortmund                                                         |  |
| 133  | Germania (bandiera)             | Fritz Walter           | 348   | 1983  | 1996   | 216 Stoccarda, 129 Waldhof Mannheim, 3 Arminia Bielefeld                                                |  |
| 134  | Germania (bandiera)             | Andreas Köpke          | 346   | 1986  | 1999   | 280 Norimberga, 66 Eintracht Francoforte                                                                |  |
| 135  | Germania (bandiera)             | Bernd Franke           | 345   | 1971  | 1985   | 345 Eintracht Braunschweig                                                                              |  |
| 136  | Bosnia ed Erzegovina (bandiera) | Vedad Ibišević         | 344   | 2006  | 2020   | 138 Hertha Berlino, 92 Hoffenheim, 86 Stoccarda, 24 Alemannia Aquisgrana, 4 Schalke 04                  |  |
| 137  | Germania (bandiera)             | Heinz Flohe            | 343   | 1966  | 1979   | 329 Colonia, 14 Monaco 1860                                                                             |  |
| 137  | Germania (bandiera)             | Hanno Balitsch         | 343   | 2001  | 2014   | 150 Hannover 96, 96 Bayer Leverkusen, 59 Norimberga, 24 Colonia, 14 Magonza                             |  |
| 139  | Germania (bandiera)             | Erich Beer             | 342   | 1968  | 1979   | 253 Hertha Berlino, 64 Rot-Weiss Essen, 25 Norimberga                                                   |  |
| 139  | Germania (bandiera)             | Bastian Schweinsteiger | 342   | 2002  | 2015   | 342 Bayern Monaco                                                                                       |  |
| 141  | Germania (bandiera)             | Bernhard Cullmann      | 341   | 1970  | 1983   | 341 Colonia                                                                                             |  |
| 141  | Germania (bandiera)             | Thomas Linke           | 341   | 1992  | 2005   | 175 Schalke 04, 166 Bayern Monaco                                                                       |  |
| 143  | Germania (bandiera)             | Christian Hochstätter  | 339   | 1982  | 1998   | 339 Borussia M'gladbach                                                                                 |  |
| 144  | Germania (bandiera)             | Jupp Kapellmann        | 338   | 1968  | 1981   | 165 Bayern Monaco, 91 Colonia, 42 Alemannia Aquisgrana, 40 Monaco 1860                                  |  |
| 144  | Germania (bandiera)             | Karl Allgöwer          | 338   | 1980  | 1991   | 338 Stoccarda                                                                                           |  |
| 144  | Germania (bandiera)             | Andreas Müller         | 338   | 1983  | 2000   | 200 Schalke 04, 111 Stoccarda, 27 Hannover 96                                                           |  |
| 147  | Germania (bandiera)             | Detlef Pirsig          | 336   | 1966  | 1977   | 336 Duisburg                                                                                            |  |
| 147  | Germania (bandiera)             | Manfred Bockenfeld     | 336   | 1981  | 1994   | 178 Fortuna Düsseldorf, 94 Werder Brema, 64 Waldhof Mannheim                                            |  |
| 147  | Brasile (bandiera)              | Zé Roberto             | 336   | 1998  | 2011   | 169 Bayern Monaco, 113 Bayer Leverkusen, 54 Amburgo                                                     |  |
| 150  | Germania (bandiera)             | Claus Reitmaier        | 335   | 1991  | 2004   | 163 Wolfsburg, 130 Karlsruhe, 30 Kickers Stoccarda, 7 Kaiserslautern, 5 Borussia M'gladbach             |  |
| 151  | Germania (bandiera)             | Guido Buchwald         | 334   | 1983  | 1998   | 325 Stoccarda, 9 Karlsruhe                                                                              |  |
| 151  | Germania (bandiera)             | Jens Nowotny           | 334   | 1992  | 2006   | 231 Bayer Leverkusen, 103 Karlsruhe                                                                     |  |
| 151  | Germania (bandiera)             | Oliver Neuville        | 334   | 1997  | 2010   | 165 Bayer Leverkusen, 119 Borussia M'gladbach, 50 Hansa Rostock                                         |  |
| 154  | Germania (bandiera)             | Wolfgang Sidka         | 333   | 1972  | 1986   | 184 Hertha Berlino, 115 Werder Brema, 34 Monaco 1860                                                    |  |
| 154  | Germania (bandiera)             | Ewald Lienen           | 333   | 1977  | 1992   | 244 Borussia M'gladbach, 60 Arminia Bielefeld, 29 Duisburg                                              |  |
| 154  | Germania (bandiera)             | Carsten Ramelow        | 333   | 1996  | 2007   | 333 Bayer Leverkusen                                                                                    |  |
| 157  | Germania (bandiera)             | Thomas Hörster         | 332   | 1979  | 1991   | 332 Bayer Leverkusen                                                                                    |  |
| 157  | Germania (bandiera)             | Thomas Berthold        | 332   | 1983  | 2000   | 191 Stoccarda, 111 Eintracht Francoforte, 30 Bayern Monaco                                              |  |
| 157  | Brasile (bandiera)              | Rafinha                | 332   | 2005  | 2019   | 179 Bayern Monaco, 153 Schalke 04                                                                       |  |
| 157  | Polonia (bandiera)              | Łukasz Piszczek        | 332   | 2017  | 2021   | 264 Borussia Dortmund, 68 Hertha Berlino                                                                |  |
| 161  | Germania (bandiera)             | Christian Schreier     | 331   | 1981  | 1992   | 203 Bayer Leverkusen, 98 Bochum, 30 Fortuna Düsseldorf                                                  |  |
| 161  | Germania (bandiera)             | Clemens Fritz          | 331   | 2003  | 2017   | 288 Werder Brema, 43 Bayer Leverkusen                                                                   |  |
| 163  | Germania (bandiera)             | Frank Greiner          | 330   | 1987  | 2002   | 176 Colonia, 127 Wolfsburg, 22 Kaiserslautern, 5 Norimberga                                             |  |
| 163  | Bosnia ed Erzegovina (bandiera) | Sergej Barbarez        | 330   | 1996  | 2008   | 174 Amburgo, 61 Bayer Leverkusen, 59 Hansa Rostock, 36 Borussia Dortmund                                |  |
| 165  | Germania (bandiera)             | Thomas Brunner         | 328   | 1980  | 1994   | 328 Norimberga                                                                                          |  |
| 165  | Germania (bandiera)             | Bruno Labbadia         | 328   | 1987  | 2000   | 82 Bayern Monaco, 67 Kaiserslautern, 63 Werder Brema, 41 Amburgo, 41 Colonia, 34 Arminia Bielefeld      |  |
| 165  | Germania (bandiera)             | Mario Gómez            | 328   | 2004  | 2019   | 168 Stoccarda, 115 Bayern Monaco, 68 Wolfsburg                                                          |  |
| 168  | Germania (bandiera)             | Wolfgang Kraus         | 327   | 1972  | 1986   | 189 Eintracht Francoforte, 138 Bayern Monaco                                                            |  |
| 169  | Germania (bandiera)             | Bodo Illgner           | 326   | 1986  | 1996   | 326 Colonia                                                                                             |  |
| 170  | Germania (bandiera)             | Werner Lorant          | 325   | 1971  | 1983   | 143 Eintracht Francoforte, 116 Rot-Weiss Essen, 34 Saarbrücken, 23 Borussia Dortmund, 18 Schalke 04     |  |
| 170  | Germania (bandiera)             | Norbert Nachtweih      | 325   | 1978  | 1991   | 202 Bayern Monaco, 123 Eintracht Francoforte                                                            |  |
| 172  | Germania (bandiera)             | Dariusz Wosz           | 324   | 1992  | 2007   | 239 Bochum, 85 Hertha Berlino                                                                           |  |
| 173  | Danimarca (bandiera)            | Ole Bjørnmose          | 323   | 1966  | 1977   | 186 Amburgo, 137 Werder Brema                                                                           |  |
| 173  | Germania (bandiera)             | Gerald Asamoah         | 323   | 1999  | 2013   | 279 Schalke 04, 27 St. Pauli, 17 Greuther Fürth                                                         |  |
| 175  | Germania (bandiera)             | Franz Roth             | 322   | 1966  | 1978   | 322 Bayern Monaco                                                                                       |  |
| 175  | Brasile (bandiera)              | Dedê                   | 322   | 1998  | 2011   | 322 Borussia Dortmund                                                                                   |  |
| 177  | Germania (bandiera)             | Franco Foda            | 321   | 1983  | 1996   | 113 Bayer Leverkusen, 90 Kaiserslautern, 69 Stoccarda, 34 Arminia Bielefeld, 15 Saarbrücken             |  |
| 177  | Germania (bandiera)             | Harald Spörl           | 321   | 1987  | 2000   | 321 Amburgo                                                                                             |  |
| 177  | Bosnia ed Erzegovina (bandiera) | Hasan Salihamidžić     | 321   | 1996  | 2012   | 234 Bayern Monaco, 72 Amburgo, 15 Wolfsburg                                                             |  |
| 180  | Germania (bandiera)             | Dietmar Schwager       | 320   | 1964  | 1975   | 320 Kaiserslautern                                                                                      |  |
| 180  | Germania (bandiera)             | Peter Nogly            | 320   | 1969  | 1980   | 320 Amburgo                                                                                             |  |
| 180  | Germania (bandiera)             | Caspar Memering        | 320   | 1971  | 1985   | 303 Amburgo, 17 Schalke 04                                                                              |  |
| 180  | Germania (bandiera)             | Friedhelm Funkel       | 320   | 1975  | 1989   | 254 Uerdingen 05, 66 Kaiserslautern                                                                     |  |
| 184  | Germania (bandiera)             | Hermann Ohlicher       | 318   | 1973  | 1985   | 318 Stoccarda                                                                                           |  |
| 184  | Germania (bandiera)             | Uwe Rahn               | 318   | 1980  | 1993   | 227 Borussia M'gladbach, 43 Colonia, 21 Hertha Berlino, 15 Fortuna Düsseldorf, 12 Eintracht Francoforte |  |
| 184  | Germania (bandiera)             | Dietmar Roth           | 318   | 1984  | 1996   | 237 Eintracht Francoforte, 50 Schalke 04, 31 Karlsruhe                                                  |  |
| 184  | Rep. Ceca (bandiera)            | David Jarolím          | 318   | 1999  | 2012   | 257 Amburgo, 60 Norimberga, 1 Bayern Monaco                                                             |  |
| 184  | Germania (bandiera)             | Heiko Westermann       | 318   | 2005  | 2015   | 159 Amburgo, 92 Schalke 04, 67 Arminia Bielefeld                                                        |  |
| 189  | Germania (bandiera)             | Lothar Huber           | 317   | 1971  | 1986   | 254 Borussia Dortmund, 63 Kaiserslautern                                                                |  |
| 189  | Germania (bandiera)             | Frank Neubarth         | 317   | 1982  | 1996   | 317 Werder Brema                                                                                        |  |
| 191  | Germania (bandiera)             | Rüdiger Abramczik      | 316   | 1973  | 1987   | 202 Schalke 04, 90 Borussia Dortmund, 24 Norimberga                                                     |  |
| 192  | Germania (bandiera)             | Ludwig Müller          | 314   | 1964  | 1975   | 136 Norimberga, 97 Hertha Berlino, 81 Borussia M'gladbach                                               |  |
| 192  | Germania (bandiera)             | Ernst Diehl            | 314   | 1967  | 1978   | 314 Kaiserslautern                                                                                      |  |
| 192  | Germania (bandiera)             | Sebastian Kehl         | 314   | 2000  | 2015   | 274 Borussia Dortmund, 40 Friburgo                                                                      |  |
| 192  | Germania (bandiera)             | Jérôme Boateng         | 314   | 2007  | 2021   | 229 Bayern Monaco, 75 Amburgo, 10 Hertha Berlino                                                        |  |
| 195  | Germania (bandiera)             | Werner Schneider       | 313   | 1972  | 1983   | 157 Duisburg, 122 Borussia Dortmund, 34 Hertha Berlino                                                  |  |
| 197  | Germania (bandiera)             | Thomas Wolter          | 312   | 1984  | 1998   | 312 Werder Brema                                                                                        |  |
| 198  | Germania (bandiera)             | Rainer Bonhof          | 311   | 1970  | 1983   | 231 Borussia M'gladbach, 74 Colonia, 6 Hertha Berlino                                                   |  |
| 198  | Guinea (bandiera)               | Pablo Thiam            | 311   | 1994  | 2007   | 117 Wolfsburg, 89 Colonia, 89 Stoccarda, 16 Bayern Monaco                                               |  |
| 200  | Germania (bandiera)             | Wolfgang Dremmler      | 310   | 1974  | 1985   | 172 Bayern Monaco, 138 Eintracht Braunschweig                                                           |  |
| 200  | Germania (bandiera)             | Karl-Heinz Rummenigge  | 310   | 1974  | 1984   | 310 Bayern Monaco                                                                                       |  |
| 202  | Germania (bandiera)             | Hans Weiner            | 309   | 1972  | 1982   | 218 Hertha Berlino, 91 Bayern Monaco                                                                    |  |
| 202  | Germania (bandiera)             | Wilfried Hannes        | 309   | 1975  | 1988   | 261 Borussia M'gladbach, 48 Schalke 04                                                                  |  |
| 202  | Germania (bandiera)             | Ralf Dusend            | 309   | 1978  | 1990   | 239 Fortuna Düsseldorf, 70 Norimberga                                                                   |  |
| 202  | Germania (bandiera)             | Michael Rummenigge     | 309   | 1983  | 1993   | 152 Bayern Monaco, 157 Borussia Dortmund                                                                |  |
| 202  | Germania (bandiera)             | Ludwig Kögl            | 309   | 1984  | 2000   | 149 Bayern Monaco, 139 Stoccarda, 21 Unterhaching                                                       |  |
| 207  | Germania (bandiera)             | Horst Köppel           | 308   | 1966  | 1979   | 184 Borussia M'gladbach, 124 Stoccarda                                                                  |  |
| 207  | Germania (bandiera)             | Wolfgang Wolf          | 308   | 1982  | 1996   | 248 Kaiserslautern, 60 Kickers Stoccarda                                                                |  |
| 207  | Corea del Sud (bandiera)        | Bum-kun Cha            | 308   | 1978  | 1989   | 185 Bayer Leverkusen, 122 Eintracht Francoforte, 1 Darmstadt                                            |  |
| 207  | Germania (bandiera)             | Jonny Otten            | 308   | 1979  | 1992   | 308 Werder Brema                                                                                        |  |
| 211  | Germania (bandiera)             | Rudi Assauer           | 307   | 1964  | 1976   | 188 Werder Brema, 119 Borussia Dortmund                                                                 |  |
| 211  | Germania (bandiera)             | Miroslav Klose         | 307   | 2000  | 2011   | 120 Kaiserslautern, 98 Bayern Monaco, 89 Werder Brema                                                   |  |
| 211  | Germania (bandiera)             | Max Kruse              | 307   | 2007  | 2022   | 85 Werder Brema, 66 Borussia M'gladbach, 51 Wolfsburg, 38 Union Berlino, 34 Friburgo, 33 St. Pauli      |  |
| 211  | Germania (bandiera)             | Cacau                  | 307   | 2001  | 2014   | 263 Stoccarda, 44 Norimberga                                                                            |  |
| 215  | Germania (bandiera)             | Felix Magath           | 306   | 1976  | 1986   | 306 Amburgo                                                                                             |  |
| 215  | Germania (bandiera)             | Fabian Ernst           | 306   | 1998  | 2009   | 152 Werder Brema, 106 Schalke 04, 48 Amburgo                                                            |  |
| 217  | Germania (bandiera)             | Wolfgang Grzyb         | 305   | 1966  | 1977   | 305 Eintracht Braunschweig                                                                              |  |
| 217  | Germania (bandiera)             | Josef Pirrung          | 305   | 1969  | 1981   | 305 Kaiserslautern                                                                                      |  |
| 217  | Germania (bandiera)             | Wolfgang Funkel        | 305   | 1984  | 1995   | 210 Uerdingen 05, 95 Kaiserslautern                                                                     |  |
| 220  | Germania (bandiera)             | Aaron Hunt             | 304   | 2004  | 2018   | 215 Werder Brema, 72 Amburgo, 17 Wolfsburg                                                              |  |
| 220  | Germania (bandiera)             | Marco Russ             | 304   | 2006  | 2019   | 280 Eintracht Francoforte, 24 Wolfsburg                                                                 |  |
| 220  | Germania (bandiera)             | Bastian Oczipka        | 304   | 2010  | 2023   | 146 Eintracht Francoforte, 111 Schalke 04, 20 St. Pauli, 18 Union Berlino, 9 Bayer Leverkusen           |  |
| 223  | Germania (bandiera)             | Dieter Müller          | 303   | 1973  | 1986   | 248 Colonia, 30 Stoccarda, 23 Saarbrücken, 2 Kickers Offenbach                                          |  |
| 223  | Germania (bandiera)             | Jürgen Röber           | 303   | 1974  | 1986   | 184 Werder Brema, 105 Bayer Leverkusen, 14 Bayern Monaco                                                |  |
| 223  | Germania (bandiera)             | Josef Weikl            | 303   | 1977  | 1987   | 303 Fortuna Düsseldorf                                                                                  |  |
| 223  | Germania (bandiera)             | Hans-Jörg Criens       | 303   | 1982  | 1994   | 290 Borussia M'gladbach, 13 Norimberga                                                                  |  |
| 223  | Germania (bandiera)             | Axel Roos              | 303   | 1984  | 2000   | 303 Kaiserslautern                                                                                      |  |
| 223  | Germania (bandiera)             | Manfred Schwabl        | 303   | 1985  | 1997   | 133 Norimberga, 87 Bayern Monaco, 83 Monaco 1860                                                        |  |
| 223  | Germania (bandiera)             | Andreas Fischer        | 303   | 1989  | 2001   | 152 Amburgo, 151 Bayer Leverkusen                                                                       |  |
| 230  | Stati Uniti (bandiera)          | Steve Cherundolo       | 302   | 2002  | 2013   | 302 Hannover 96                                                                                         |  |
| 230  | Germania (bandiera)             | Daniel Baier           | 302   | 2003  | 2020   | 274 Amburgo, 16 Wolfsburg, 12 Monaco 1860                                                               |  |
| 232  | Germania (bandiera)             | Dieter Zembski         | 301   | 1969  | 1979   | 179 Werder Brema, 122 Eintracht Braunschweig                                                            |  |
| 232  | Germania (bandiera)             | Andreas Brehme         | 301   | 1981  | 1998   | 242 Kaiserslautern, 59 Bayern Monaco                                                                    |  |
| 232  | Germania (bandiera)             | Michael Klinkert       | 301   | 1987  | 1999   | 274 Borussia M'gladbach, 27 Schalke 04                                                                  |  |
| 232  | Germania (bandiera)             | Lars Ricken            | 301   | 1994  | 2007   | 301 Borussia Dortmund                                                                                   |  |
| 232  | Croazia (bandiera)              | Zvonimir Soldo         | 301   | 1996  | 2006   | 301 Stoccarda                                                                                           |  |
| 232  | Germania (bandiera)             | Timo Hildebrand        | 301   | 1999  | 2014   | 221 Stoccarda, 39 Schalke 04, 38 Hoffenheim, 3 Eintracht Francoforte                                    |  |
| 238  | Germania (bandiera)             | Bernd Gersdorff        | 300   | 1969  | 1980   | 203 Eintracht Braunschweig, 85 Hertha Berlino, 12 Bayern Monaco                                         |  |
| 238  | Germania (bandiera)             | Rüdiger Wenzel         | 300   | 1975  | 1990   | 143 Fortuna Düsseldorf, 130 Eintracht Francoforte, 27 St. Pauli                                         |  |
| 238  | Germania (bandiera)             | Frank Hartmann         | 300   | 1980  | 1992   | 99 Kaiserslautern, 84 Colonia, 65 Wattenscheid 09, 52 Schalke 04                                        |  |
| 238  | Germania (bandiera)             | Uwe Bein               | 300   | 1983  | 1994   | 150 Eintracht Francoforte, 64 Colonia, 52 Amburgo, 34 Kickers Offenbach                                 |  |
| 238  | Germania (bandiera)             | Marco Kurz             | 300   | 1990  | 2004   | 129 Monaco 1860, 108 Norimberga, 58 Schalke 04, 4 Borussia Dortmund, 1 Stoccarda                        |  |
| 238  | Germania (bandiera)             | Markus Schroth         | 300   | 1994  | 2007   | 150 Monaco 1860, 83 Norimberga, 67 Karlsruhe                                                            |  |

## Più presenze per squadra
Sono indicati in grassetto le squadre e giocatori (con un minimo di 100 presenze) ancora in attività nel massimo campionato.
La tabella è aggiornata al 20 maggio 2022.
| Pos. | Squadra                | Nome              | Prima | Ultima | Presenze |
| ---- | ---------------------- | ----------------- | ----- | ------ | -------- |
| 1    | Eintracht Francoforte  | Karl-Heinz Körbel | 1972  | 1991   | 602      |
| 2    | Amburgo                | Manfred Kaltz     | 1971  | 1991   | 581      |
| 3    | Bochum                 | Michael Lameck    | 1972  | 1988   | 518      |
| 4    | Schalke 04             | Klaus Fichtel     | 1965  | 1988   | 477      |
| 5    | Bayern Monaco          | Sepp Maier        | 1965  | 1979   | 473      |
| 6    | Borussia Dortmund      | Michael Zorc      | 1981  | 1998   | 463      |
| 7    | Werder Brema           | Dieter Burdenski  | 1969  | 1988   | 444      |
| 8    | Fortuna Düsseldorf     | Gerd Zewe         | 1972  | 1987   | 440      |
| 9    | Colonia                | Harald Schumacher | 1973  | 1996   | 422      |
| 10   | Borussia M'gladbach    | Berti Vogts       | 1965  | 1979   | 419      |
|      | Eintracht Braunschweig | Franz Merkhoffer  | 1968  | 1983   | 419      |
| 12   | Duisburg               | Michael Bella     | 1965  | 1978   | 405      |
| 13   | Bayer Leverkusen       | Rüdiger Vollborn  | 1983  | 1999   | 401      |
| 14   | Kaiserslautern         | Werner Melzer     | 1974  | 1986   | 374      |
| 15   | Stoccarda              | Karl Allgöwer     | 1980  | 1991   | 338      |
| 16   | Norimberga             | Thomas Brunner    | 1980  | 1994   | 328      |
| 17   | Hannover 96            | Steve Cherundolo  | 2002  | 2013   | 302      |
| 18   | Hertha Berlino         | Pál Dárdai        | 1997  | 2010   | 286      |
| 19   | Wolfsburg              | Maximilian Arnold | 2011  | -      | 285      |
| 20   | Karlsruhe              | Gunther Metz      | 1987  | 1998   | 278      |
| 21   | Augusta                | Daniel Baier      | 2011  | 2020   | 274      |
| 22   | Hoffenheim             | Sebastian Rudy    | 2010  | -      | 273      |
| 23   | Friburgo               | Christian Günter  | 2012  | -      | 269      |
| 24   | Magonza                | Nikolče Noveski   | 2004  | 2015   | 255      |
| 25   | Uerdingen 05           | Friedhelm Funkel  | 1975  | 1989   | 254      |
| 26   | Monaco 1860            | Harald Cerny      | 1996  | 2004   | 238      |
| 27   | Waldhof Mannheim       | Uwe Zimmermann    | 1983  | 1990   | 215      |
| 28   | RB Lipsia              | Péter Gulácsi     | 2016  | -      | 197      |
| 29   | St. Pauli              | André Trulsen     | 1988  | 2002   | 177      |
| 30   | Rot-Weiss Essen        | Willi Lippens     | 1966  | 1976   | 172      |
| 31   | Arminia Bielefeld      | Rüdiger Kauf      | 2002  | 2009   | 170      |
| 32   | Hansa Rostock          | Timo Lange        | 1995  | 2003   | 165      |
| 33   | Kickers Offenbach      | Sigfried Held     | 1972  | 1976   | 133      |
| 34   | Energie Cottbus        | Timo Rost         | 2002  | 2009   | 129      |
| 35   | RW Oberhausen          | Friedhelm Dick    | 1969  | 1973   | 126      |
| 36   | Wattenscheid 09        | Thorsten Fink     | 1990  | 1994   | 125      |
| 37   | Dinamo Dresda          | Matthias Maucksch | 1991  | 1995   | 118      |